# Teške boje
Teške boje šesti je studijski album hrvatskog rock sastava Majke objavljen 2011. godine.

## Popis pjesama
| Br. | Skladba            | Trajanje |
| --- | ------------------ | -------- |
| 1.  | »Teške boje«       | 4:31     |
| 2.  | »Život je osjećaj« | 4:15     |
| 3.  | »Divlji cvijet«    | 4:16     |
| 4.  | »Pozovi me u noć«  | 3:59     |
| 5.  | »Moja je ljubav«   | 5:20     |
| 6.  | »Depresija«        | 4:58     |
| 7.  | »Gubim se«         | 4:04     |
| 8.  | »Naivan san«       | 4:32     |
| 9.  | »Nisam tvoj«       | 5:46     |
| 10. | »Ona«              | 3:59     |

## Postava
1. Goran Bare - vokal
2. Damir Šomen - bubnjevi
3. Viktor Lipić - klavijature
4. Mario Rašić - bas-gitara
5. Damir Trkulja Šiljo - gitara
6. Zoran Čalić - akustična i električna gitara